# 4262 DeVorkin
4262 DeVorkin è un asteroide della fascia principale. Scoperto nel 1989, presenta un'orbita caratterizzata da un semiasse maggiore pari a 2,3016380 UA e da un'eccentricità di 0,2187477, inclinata di 7,32113° rispetto all'eclittica.